# Francisco José de Almeida Lopes
Pour les articles homonymes, voir Francisco Lopes et Lopes.
Francisco José de Almeida Lopes, connu comme Francisco Lopes (né le 29 août 1955 à Vinhó) est un électricien et un homme politique portugais. Militant communiste depuis 1974, il fréquente l'École Industrial Marquês de Pombal, à Lisbonne, ainsi que l'Instituto Industrial de Lisboa, où il participe à la contestation contre le salazarisme. En 1973, il participe au 3e congrès de l'opposition démocratique à Aveiro. Il devient membre du Comité central du PCP en 1979. Élu député à l'Assemblée de la République, pour la circonscription de Setúbal en 2005. Il est candidat à l'élection présidentielle de 2011 avec l'appui du PCP et du parti  "Os Verdes" (PEV). Son slogan est une candidature « patriotique, de rupture et de gauche ».